# Lérmontovo (Krasnodar)
Lérmontovo (del ruso: Лермонтово) es un seló del raión de Tuapsé del krai de Krasnodar, al sur de Rusia. Está situado en las estribaciones del Cáucaso Occidental, en la desembocadura del río Shapsujo en la bahía de Tenguín al margen nororiental del mar Negro, 34 km al noroeste de Tuapsé y 83 km al sur de Krasnodar, la capital del krai. Cuenta con una población de 1.122 habitantes, según el censo de 2010. Pertenece al municipio Tenguinskoye.

## Historia
Tiene origen en el fuerte construido en 1838 en el lugar de desembarco del regimiento Tenguinski en la desembocadura del Shapsujo bajo el mando de Mijaíl Lérmontov. Fue registrado como localidad el 24 de septiembre de 1958. El 1 de enero de 1987 tenía 605 habitantes.

## Economía y transporte

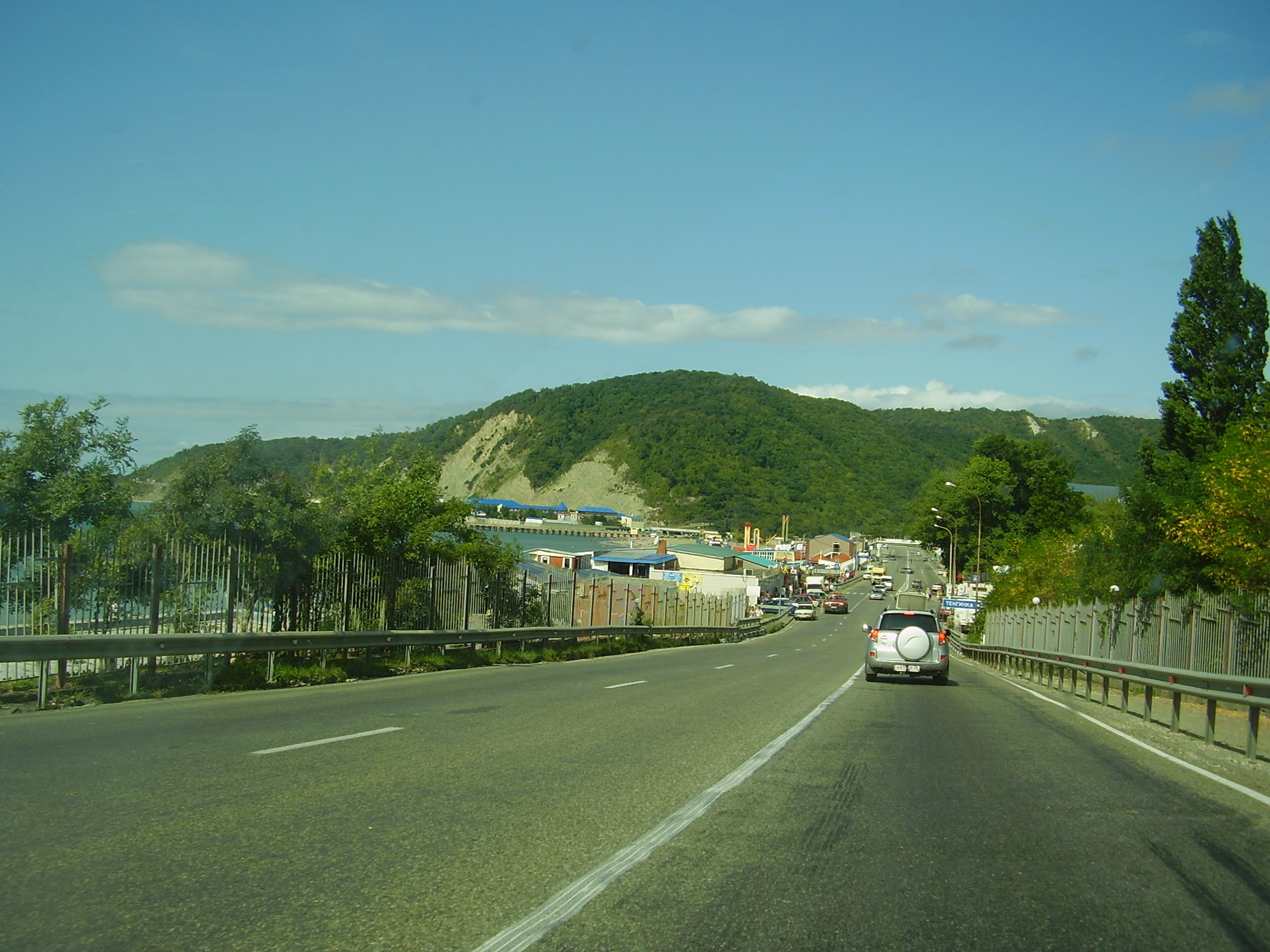
La carretera M27 a su paso por Lérmontovo.

La principal actividad económica de la localidad es el turismo debido a sus playas arenosas. Cuenta con una amplia de oferta de alojamientos.
La carretera federal M27 Novorosíisk-Tuapsé pasa por la localidad.